# Ostbahn (Oostenrijk)
De Ostbahn (vroeger Wien-Raaber Bahn) is een spoorlijn in Oostenrijk. Het verbindt Wien Hauptbahnhof met Parndorf, Boedapest en Bratislava. De lijn maakt deel uit van de Europese spoorlijnas Parijs-München-Wenen-Boedapest-Boekarest.